# 马克新城
马克新城（法語：Villeneuve-de-Marc，法語發音：[vilnœv də maʁk]）是法国伊泽尔省的一个市镇，位于该省西北部，属于维埃纳区。

## 地理
马克新城（45°28'33"N, 5°6'8"E）面积26.18 平方千米，位于法国奥弗涅-罗讷-阿尔卑斯大区伊泽尔省，该省份为法国东南部内陆省份，北起顺时针与安省、萨瓦省、上阿尔卑斯省、德龙省、阿尔代什省、卢瓦尔省和罗讷省。
与马克新城接壤的市镇（或旧市镇、城区）包括：博雪、略迪约、梅谢、鲁瓦亚、圣让德布尔奈、圣于连德莱尔姆、萨瓦-梅潘、波特德博讷沃。

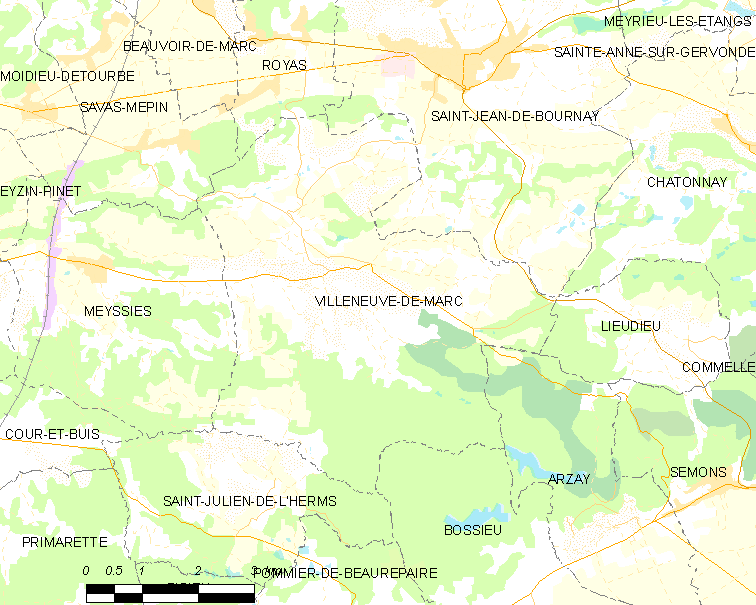
马克新城的OSM定位图

马克新城的时区为UTC+01:00、UTC+02:00（夏令时）。

## 行政
马克新城的邮政编码为38440，INSEE市镇编码为38555。

## 政治
马克新城所属的省级选区为比耶夫尔县。

## 人口

1962-2008年间马克新城人口变化图示

马克新城于2022年1月1日时的人口数量为1162人。